# ويل إيفانز
ويل إيفانز (بالإنجليزية: Will Evans)‏ (9 أكتوبر 1991 في المملكة المتحدة - ) هو لاعب كرة قدم بريطاني في مركز الوسط. لعب مع سويندون تاون ونيوبورت كونتي ونادي هيرفورد وEastleigh F.C. ‏.

## وصلات خارجية
- ويل إيفانز على موقع قاعدة بيانات كرة القدم.إي يو (الإنجليزية)
- ويل إيفانز على موقع Soccerbase.com (لاعب) (الإنجليزية)